# Божур Матејић
Божур Матејић (Прокупље, 20. децембар 1963) бивши је српски и југословенски фудбалер.

## Каријера
Божур Матејић је рођен 20. децембра 1963. године у Прокупљу. Играо је на позицији везног играча. У каријери је наступао за Рад, Борац из Бања Луке, шпански Кастељон и Земун. Највећи успех са Борцем је остварио када су освојили Куп Маршала Тита 1988. године. Победили су у финалу купа са 1:0 Црвену звезду на стадиону ЈНА, а Матејић је одиграо целу утакмицу.

## Трофеји
- Борац Бања Лука
  - Куп Југославије: 1988.